# Skoúpi
Páos (grec moderne : Πάος), plus connu sous son ancien nom Skoúpi (Σκούπι), est un village du dème de Kalávryta, district régional d’Achaïe, en Grèce-Occidentale.
Selon le recensement de 2011, le village est inhabité.